# Mark Duffy
Mark James Duffy (ur. 7 października 1985 w Liverpoolu) – angielski piłkarz występujący na pozycji pomocnika w Sheffield United.